# Южен парк (квартал)
Вижте пояснителната страница за други значения на Южен парк.
„Южен парк“ е квартал (от 2009 година официално е жилищна група) в южната част на София, част от район „Триадица“. Жилищната група е разположена на малка част от едноименния Южен парк, чието наименование носи.
В близост до жилищната група, се намира посолството на САЩ в София.
Жилищна група „Южен парк“ е сравнително нова, неясно обособена и понякога, погрешно се счита, че е част от ж.к. „Лозенец“.

## Улици и произход на имената им
| Път                   | Наречен на                                            | Местоположение |
| --------------------- | ----------------------------------------------------- | -------------- |
| „Богатица“            | ?                                                     | Карта          |
| „Димитър Хаджикоцев“  | Димитър Хаджикоцев (1846 – 1895), политик             | Карта          |
| „Елиезер Папо“        | Елиезер Папо (1785 – 1828), равин                     | Карта          |
| „Епископ Протоген“    | Протоген Сердикийски (? – 351), древноримски духовник | Карта          |
| „Козяк“               | Козяк, планина в Северна Македония и Сърбия           | Карта          |
| „Никола Образописов“  | Никола Образописов (1828 – 1915), художник            | Карта          |
| „Св. Атанасий Велики“ | Атанасий Велики (296 – 373), египетски духовник       | Карта          |
| „Св. Осий Кордобски“  | Осий Кордобски (256 – 357), древноримски духовник     | Карта          |
| „Света Троица“        | Светилищен комплекс, местен археологически обект      | Карта          |
| „Сердикийски събор“   | Сердикийски събор, църковен събор през 343 година     | Карта          |
| „Славище“             | Славище, котловина в Северна Македония                | Карта          |